# Линея (Черниговская область)
Лине́я (укр. Лине́я) — село Черниговского района Черниговской области Украины. Расположено на реке Пакулька и истоках реки Дубровка. Население 92 человека.
Код КОАТУУ: 7425586304. Почтовый индекс: 15543. Телефонный код: +380 462.

## Власть
Орган местного самоуправления — Пакульский сельский совет. Почтовый адрес: 15543, Черниговская обл., Черниговский р-н, с. Пакуль, ул. Октябрьская, 40